# Галюк Володимир Семенович
Володи́мир Семе́нович Галю́к (народився 5 серпня 1935 року в селі Зарожани, нині Хотинського району Чернівецької області) — заслужений журналіст України (1993). Член Національної спілки журналістів України (від 1963 року).

## Біографія
1953 року здобув середню освіту здобув у селі Клішківці. Цього ж року став студентом філологічного факультету Чернівецького університету. 1958 року закінчив університет, здобув фах учителя української мови та літератури.
Працював завідувачем відділу у газеті «Новий шлях» Глибоцького району, першим секретарем Глибоцького районного комітету ЛСМУ. Переїхав 1962 року до Харкова. Працював літпрацівником газети «Соціалістична Харківщина» (нині «Слобідський край»), з 1964 року завідувачем відділами інформації, науки, вузів та шкіл і відділом листів та масової роботи цієї газети до 1998 року.
Редагував газети: у колгоспі — «Вперед», у середній школі — сатиричну «Наш перчик», у бронетанковій дивізії — «Советская гвардия», а також «Новини Державтоінспекції», нині — «Автомобіліст Слобожанщини».

## Твори
Творчий доробок Володимира Галюка — це:
- збірка «Товченики з маком» (1970),
- повість «Розповиті леготи» (1972),
- збірка оповідань «Двоє на косі» (1979),
- публіцистичний нарис «Бессмертны подвиги ваши и слава ваша бессмертна» (1988),
- збірка «Фірма віники в'язала» (1995),
- повість і оповідання «Сполохані лелеки» (2002),
- есе «Сап'янове весілля» (2004),
- сатирична повість «Тріумф барона Едуарда» (журнал «Березіль», 2006, №№ 3—4).